# Wallace Worsley
Wallace A. Worsley Sr. (8 de dezembro de 1878, Nova Iorque, EUA – 26 de março de 1944, Hollywood, EUA) foi um ator de teatro norte-americano que se tornou um diretor na era do cinema mudo. Worsley dirigiu 29 filmes durante os anos de 1918-1928 e atuou em 7 filmes. Foi casado com a atriz Julia M. Taylor, com quem teve dois filhos, Paul Worsley e o cineasta Wallace Worsley Jr.

## Filmografia selecionada

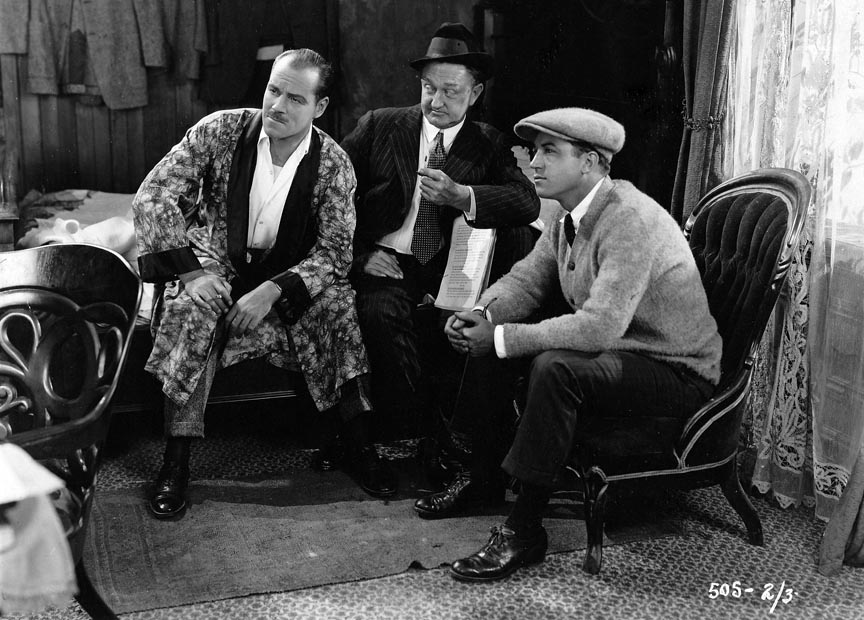
Jack Holt, Wallace Worsley e Charles Schoenbaum no Nobody's Money (1923)

Como diretor
- An Alien Enemy (1918)
- Social Ambition (1918)
- Honor's Cross (1918)
- Wedlock (1918)
- The Beautiful Liar (1921)
- The Ace of Hearts (1921)
- Voices of the City (1921)
- Rags to Riches (1922)
- Is Divorce a Failure? (1923)
- The Hunchback of Notre Dame (1923)
- The Man Who Fights Alone (1924)
- Shadow of the Law (1926)
- The Power of Silence (1928)

Como ator
- A Man's Man (1923)
- The Turn of a Card (1918)
- Madam Who (1918)
- A Man's Man (1918)
- Alimony (1917)
- Borrowed Plumage (1917)
- Paws of the Bear (1917)